# Sergio Mora
Sergio Mora (ur. 4 grudnia 1980 w Los Angeles) – amerykański bokser meksykańskiego pochodzenia, były zawodowy mistrz świata organizacji WBC w kategorii lekkośredniej (do 154 funtów).

## Kariera zawodowa
Zawodową karierę rozpoczął w 2000 roku. Po wygraniu pierwszych 12 walk, w 2004 roku wziął udział w programie The Contender, bokserskim reality show. Pokonał tam po kolei na punkty Najai Turpina (11-1-0), Ishe Smitha (15-0-0) i Jesse Brinkleya (25-1-0), a 24 maja 2005 roku w finale zwyciężył Petera Manfredo Jr. (24-1-0), otrzymując za zwycięstwo w programie milion dolarów. Niecałe pięć miesięcy później doszło do walki rewanżowej między tymi pięściarzami, którą również wygrał Mora (niejednogłośną decyzją na punkty).
W następnym pojedynku, który odbył się 4 maja 2006 roku Mora, w walce z Archakiem TerMeliksetianem (15-3-0) po raz pierwszy leżał na deskach (w drugiej rundzie), jednak zdołał pokonać swojego rywala przez techniczny nokaut w siódmej rundzie. Jeszcze w tym samym roku wygrał na punkty z Erikiem Reganem (26-2-0).
W 2007 roku walczył tylko raz – w październiku zremisował z Elvinem Ayalą (18-2-0). W styczniu następnego roku pokonał przez techniczny nokaut Rito Ruvalcabę (32-8-0).
7 czerwca 2008 roku dostał szansę walki o tytuł mistrza świata WBC i wykorzystał ją, pokonując decyzją większości na punkty dotychczasowego mistrza Vernona Forresta (40-3-0). Już trzy miesiące później doszło do walki rewanżowej, w której lepszy okazał się Forrest, wygrywając zdecydowanie na punkty. W siódmej rundzie Mora leżał na deskach i był liczony. Tym samym Mora utracił pas mistrzowski już w swojej pierwszej obronie. Po tej porażce na ring powrócił dopiero w kwietniu 2010 roku, Debiutując w wadze średniej, walcząc przeciwko Calvinowi Greenowi. Wgrał tę walkę przez TKO w 7 rundzie.
28 czerwca  2013 w Jacksonville na Florydzie pokonał jednogłośnie na punkty  96:94, 96:94 i 98:92 w dziesięciorundowym pojedynku, Polaka Grzegorza Proksę (29-2-0).
6 lutego 2015 w Biloxi w Mississippi wygrał na punkty stosunkiem głosów dwa do jednego 115:112, 114:113 i 112:115 z Amerykaninem Abrahamem Hanem (23-1-0).